# George Ratcliffe Naden
Pour les articles homonymes, voir Ratcliffe et Naden.
George Ratcliffe Naden (7 mai 1865-30 novembre 1953) est un homme politique canadien de la Colombie-Britannique. Il est député provincial libéral de la circonscription britanno-colombienne de Greenwood de 1907 à 1909.

## Biographie
Né à Hartington dans le Derbyshire en Angleterre, Naden étudie sur place. S'installant en Colombie-Britannique, il sert comme conseiller de Greenwood et maire en 1902 et de 1904 à 1906. 
Brown meurt à Victoria en novembre 1953 à l'âge de 88 ans.